# 맥스 버크홀더
맥스 버크홀더(Max Burkholder, 1997년 11월 1일 ~ )는 미국의 배우이다.

## 출연 작품
- 이매지너리 오더 (2018)
- 베이비시터 (2015)
- 더 퍼지 (2013)
- 내 친구 티거와 푸: 숲속의 뮤지컬 (2009)
- 더 레인보우 트라이브 (2008)
- 인 트리트먼트 (2008)
- 프라이빗 프랙티스 (2007)
- 곰돌이 푸 - 푸의 크리스마스 무비 (2007)
- 앤트 불리 (2006)
- 돈 많은 친구들 (2006)
- 러브 포 렌트 (2005)
- 아버지와 아들들 (2005)
- 대디 데이 케어 (2003)

### 텔레비전
- 공룡시대 - 시리즈 (2007)
- 아메리칸 대드! (2005)
- 페어런트후드 (2010)
- 더 클리브랜드 쇼 (2009)
- 쇼킹 패밀리 (1999)